# 雷克斯·汉密尔顿
雷克斯·汉密尔顿（英語：Rex Hamilton，1928年10月6日—2010年12月30日），新西兰男子射击运动员。他曾代表新西兰参加1982年和1986年英联邦运动会射击比赛，获得一枚银牌和一枚铜牌。